# Gail Devers
Yolanda Gail Devers, ameriška atletinja, * 19. november 1966, Seattle, Washington.